# Marija Kolaroska
Marija Kolaroska (* 21. September 1997 in Prilep) ist eine ehemalige nordmazedonische Skilangläuferin. 

## Werdegang
Kolaroska nahm von 2011 bis 2017 beim Skilanglauf-Balkan-Cup an. Ihre beste Platzierung dabei war der vierte Platz im Februar 2015 in Zlatibor über 5 km Freistil. Bei den nordischen Skiweltmeisterschaften 2013 im Val di Fiemme belegte sie den 102. Platz über 10 km Freistil und bei den Olympischen Winterspielen 2014 in Sotschi den 74. Platz über 10 km klassisch. Im Februar 2017 errang sie bei den nordischen Skiweltmeisterschaften 2017 in Lahti den 90. Platz im Sprint.